# Clarence City
Koordinaten: 42° 52′ S, 147° 22′ O

Die City of Clarence ist ein lokales Verwaltungsgebiet (LGA) im australischen Bundesstaat Tasmanien. Das Gebiet ist 386 km² groß und hat etwa 55.000 Einwohner (2016).
Clarence liegt im Südosten der Insel und gehört fast vollständig bis auf den Ort Richmond zur Hauptstadt Hobart. Clarence liegt am Ostufer des Derwent River gegenüber dem Zentrum von Hobart und Glenorchy und bildet mit 386 km² bei 191 km Küstenlinie einen der größten Verwaltungsbezirke Australiens. Das Gebiet umfasst 33 Ortsteile und Ortschaften: Acton, Bellerive, Bowen Park, Cambridge, Clarendon Vale, Clifton Beach, Cremorne, Dulcot, Geilston Bay, Grasstree Hill, Howrah, Lauderdale, Lindisfarne, Montagu Bay, Mornington, Mount Rumney, Oakdowns, Opossum Bay, Otago, Ralphs Bay, Richmond, Risdon, Risdon Vale, Roches Beach, Rokeby, Rose Bay, Rosny, Rosny Park, Sandford, Seven Mile Beach, South Arm, Tranmere und Warrane. Der Sitz des City Councils befindet sich im Stadtteil Rosny Park im Westen der LGA, wo zehn Einwohner gemeldet sind (2016). Es ist benannt nach König Wilhelm IV., der vor seiner Krönung den Titel eines Duke of Clarence trug. 
In Cambridge befindet sich der Hobart International Airport, der Flughafen der tasmanischen Hauptstadt.

## Verwaltung
Der Clarence City Council hat zwölf Mitglieder. Der Mayor (Bürgermeister), sein Deputy (Stellvertreter) und sieben Aldermen werden direkt von den Bewohnern der LGA gewählt. Clarence ist nicht in Bezirke untergliedert. 